# Ken Noritake
Ken Noritake (則武 謙, Noritake Ken, 18 juli 1922 – 6 maart 1994) was een Japans voetballer die als aanvaller speelde.

## Clubcarrière
Noritake speelde voor All Keio en Nippon Yusen. Noritake veroverde er in 1952 de Beker van de keizer.

## Japans voetbalelftal
Ken Noritake maakte op 9 maart 1951 zijn debuut in het Japans voetbalelftal tijdens een Aziatische Spelen 1951 tegen Afghanistan. Ken Noritake debuteerde in 1951 in het Japans nationaal elftal en speelde 1 interland.

## Statistieken
| Japans voetbalelftal | Japans voetbalelftal | Japans voetbalelftal |
| Jaar                 | Wed.                 | Dlp.                 |
| -------------------- | -------------------- | -------------------- |
| 1951                 | 1                    | 0                    |
| Totaal               | 1                    | 0                    |